# Huambo
Huambo, antigament Nova Lisboa és una ciutat, capital de la província de Huambo, a Angola. La ciutat està localitzada a 220 km a l'est de Benguela i a 600 km al sud-est de Luanda. És la segona ciutat més poblada d'Angola, després de la capital, Luanda. Huambo és un hub principal del Caminho de Ferro de Benguela (CFB) (el ferrocarril de Benguela), que va des del port de Benguela fins a la frontera amb la República Democràtica del Congo i té l'Aeroport Albano Machado (antigament, aeroport de Nova Lisboa).
El municipi d'Huambo té les comunes de Calima, Huambo i Tchipipa, amb una població de 655.574 habitants en 2014.

## Geografia
El municipi d'Huambo està situat a les terres altes d'Angola, a prop del naixement del riu Kunene.

### Clima
Huambo té un clima subtropical de les terres altes i té una estació humida que va d'octubre a abril i una estació seca entre el maig i el setembre. Tot i la seva localització, dintre dels tròpics, degut a la seva alçada, Huambo té temperatures primaverals al llarg de l'any. La ciutat gaudeix de precipitacions al llarg de l'any i té una mitjana de 1500 lítres per metre quadrat de precipitacions anuals.
| Dades climàtiques a Huambo         | Dades climàtiques a Huambo | Dades climàtiques a Huambo | Dades climàtiques a Huambo | Dades climàtiques a Huambo | Dades climàtiques a Huambo | Dades climàtiques a Huambo | Dades climàtiques a Huambo | Dades climàtiques a Huambo | Dades climàtiques a Huambo | Dades climàtiques a Huambo | Dades climàtiques a Huambo | Dades climàtiques a Huambo | Dades climàtiques a Huambo |
| Mes                                | gen                        | febr                       | març                       | abr                        | maig                       | juny                       | jul                        | ag                         | set                        | oct                        | nov                        | des                        | anual                      |
| ---------------------------------- | -------------------------- | -------------------------- | -------------------------- | -------------------------- | -------------------------- | -------------------------- | -------------------------- | -------------------------- | -------------------------- | -------------------------- | -------------------------- | -------------------------- | -------------------------- |
| Màxima rècord °C (°F)              | 31 (88)                    | 31 (88)                    | 30 (86)                    | 29 (84)                    | 29 (84)                    | 28 (82)                    | 28 (82)                    | 31 (88)                    | 32 (90)                    | 32 (90)                    | 31 (88)                    | 31 (88)                    | 32 (90)                    |
| Màxima mitjana °C (°F)             | 26 (79)                    | 26 (79)                    | 26 (79)                    | 26 (79)                    | 26 (79)                    | 24 (75)                    | 25 (77)                    | 27 (81)                    | 29 (84)                    | 27 (81)                    | 26 (79)                    | 26 (79)                    | 26 (79)                    |
| Mitjana diària °C (°F)             | 19 (66)                    | 19 (66)                    | 19 (66)                    | 19 (66)                    | 17 (63)                    | 16 (61)                    | 16 (61)                    | 18 (64)                    | 20 (68)                    | 20 (68)                    | 19 (66)                    | 19 (66)                    | 18 (64)                    |
| Mínima mitjana °C (°F)             | 14 (57)                    | 14 (57)                    | 14 (57)                    | 14 (57)                    | 11 (52)                    | 8 (46)                     | 8 (46)                     | 11 (52)                    | 13 (55)                    | 14 (57)                    | 14 (57)                    | 14 (57)                    | 12 (54)                    |
| Mínima rècord °C (°F)              | 9 (48)                     | 10 (50)                    | 10 (50)                    | 7 (45)                     | 6 (43)                     | 2 (36)                     | 2 (36)                     | 6 (43)                     | 8 (46)                     | 11 (52)                    | 8 (46)                     | 9 (48)                     | 2 (36)                     |
| Precipitació mitjana mm (polzades) | 209 (8.23)                 | 164 (6.46)                 | 228 (8.98)                 | 148 (5.83)                 | 11 (0.43)                  | 0 (0)                      | 0 (0)                      | 2 (0.08)                   | 18 (0.71)                  | 130 (5.12)                 | 216 (8.5)                  | 236 (9.29)                 | 1.362 (53,62)              |
| Font: BBC Weather                  |                            |                            |                            |                            |                            |                            |                            |                            |                            |                            |                            |                            |                            |

## Història

### Pre-colonització
L'actual Huambo es deia Wambu, un dels 14 antics regnes Ovimbundu de les serres del centre d'Angola. Els ovimbundus, una tribu antiga que va arribar d'Àfrica oriental va fundar el seu regne central de Bailundo a principi del segle xv. Wambu fou un dels regnes més petis i a nivell jeràrquic estava situat sota el rei de Bailundo, tot i que gaudia d'un grau d'independència considerable.

### Colònia portuguesa

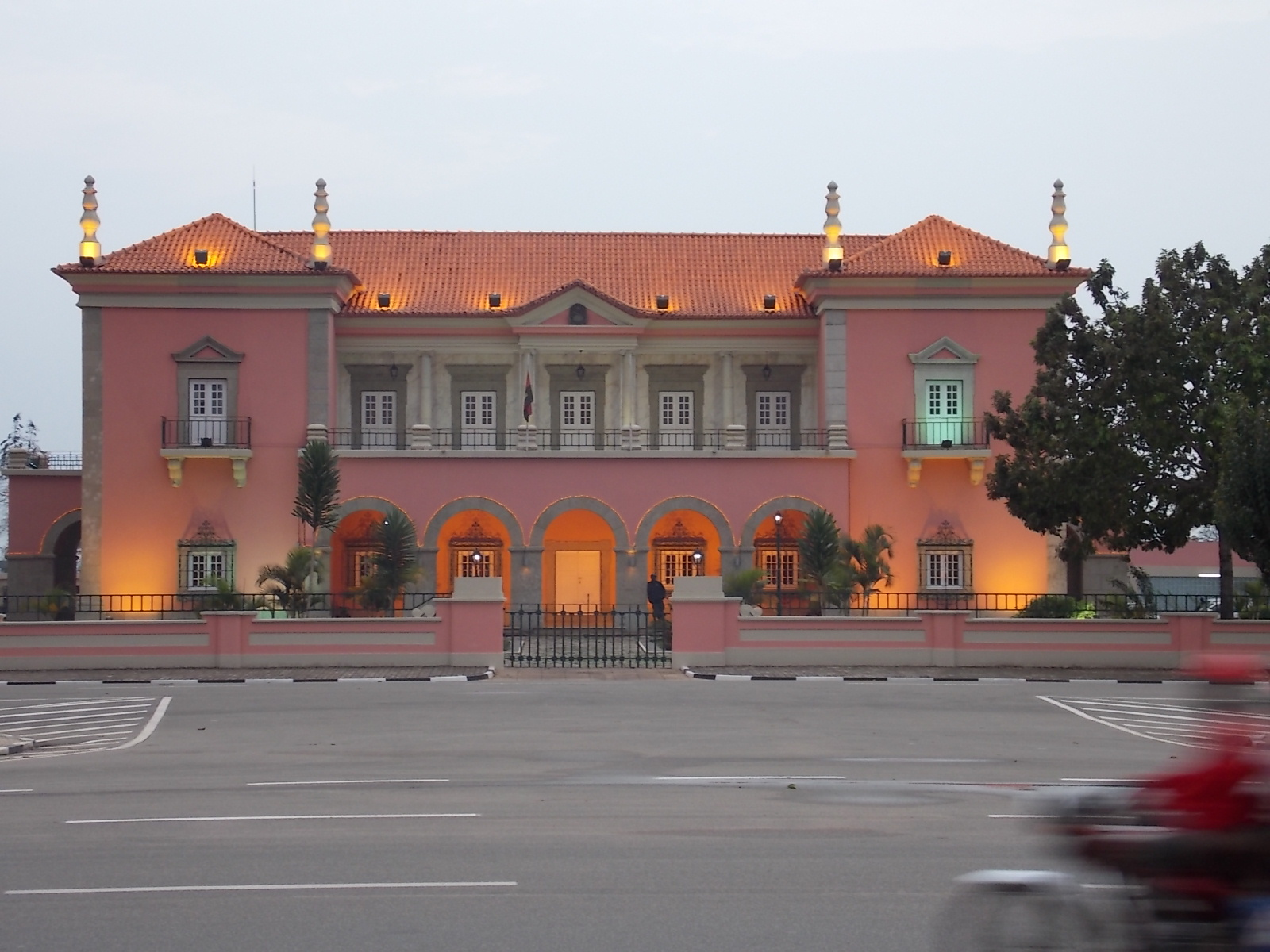
Palácio do Governador

Bailundo està mencionat en les cròniques dels segles xviii i xix, en connexió amb una ruta comercial que els posava en contacte amb Viye (Bie). Wambu només fou conegut a l'època de la construcció del Ferrocarril de Benguela pels portuguesos. Els reis de Bailundu i Wambu (sobretot Ekuikui II i Katiavala I) s'oposaven a la construcció del ferrocarril i a l'arribada de treballadors i colonitzadors que havien de rebre la col·laboració de l'exèrcit portuguès. Huambo es va fundar oficialment el 8 d'agost de 1912 pel general portuguès José Mendes Norton de Matos.
L'origen de Huambo i la importància econòmica que va aconseguir sota l'administració portuguesa està molt relacionada amb la construcció del Ferrocarril de Benguela que s'havia començat el 1902 a Lobito. Aquest ferrocarril fou ideat per l'empresari britànic Sir Robert Williams com la manera més barata d'arribar a les mines de coure de Katanga, al Congo Belga des de la costa per a l'exportació d'aquest material. Lobito es considerava el millor port natural del continent africà.
La construcció del ferrocarril primer va avançar amb gran dificultat, degut a la rudesa del terreny, la prevalència de la malària i a la resistència dels pobladors nadius. Un clima benigne (degut a la seva gran altitud, 1700 m.) i a la presència d'abundants recursos hídrics va fer que Huambo un lloc ideal per a constituir un hub del ferrocarril. Quan ho van descobrir, els treballs de la construcció del ferrocarril van anar més ràpid que abans i es va acabar el 1929. En aquell temps Huambo havia esdevingut el lloc més important de la línia del ferrocarril.
A la dècada de 1920 Huambo ja era un dels principals centre econòmics de l'Angola Portuguesa. Va esdevenir un lloc important a on es processaven aliments i va servir com a lloc principal d'exportació dels productes agraris de la províncies, així com va ser conegut pels seus nombrosos serveis educatius, sobretot l'Institut de Recerca Agrícola (que avui forma part de la Facultat de Ciències Agrícoles).
El 1928 Huambo fou anomenat Nova Lisboa cosa que indicava que l'administració colonial la volia convertir en la capital de la colònia. Al final de la dècada de 1960, Nova Lisboa va aconseguir renom internacional quan s'hi va organitzar la Carrera Automobilística Internacional de les 6 hores de Nova Lisboa. Fins a la independència d'Angola, el 1975, la ciutat de Nova Lisboa havia crescut i havia esdevingut un dels centres urbans més importants de l'Àfrica Occidental Portuguesa.

### Després de la independència
Després de la independència d'Angola, el 1975, Nova Lisboa es va tornar a anomenar amb el seu nom original, Huambo. La Guerra Civil Angolesa (1975-2002) va frenar el desenvolupament de la ciutat i es va destruir gran part de les seves infraestructures.
Huambo va esdevenir el centre d'una batalla brutal entre l'MPLA i UNITA fins que el líder de la UNITA, Jonas Savimbi va morir. La ciutat fou molt danyada s'hi va massacrar molts civils.
Amb la independència el 1975, Savimbi va declarar la ciutat de Huambo com una república separada de la nació. Tot i això, el 8 de febrer de 1976, el MPLA va recuperar la ciutat amb l'ajuda de l'exèrcit cubà, tot i que la majoria de les zones del seu voltant continuaven sota el control d'UNITA.
A mitjan 1976, una força militar cubana va establir les seva seu més important a la zona de San Pedro, Lufefena i Cruzeiro, a Huambo i guarnicions importants a la majoria de les capitals municipals i ciutats principals, però UNITA mantenia el control del territori entre elles.
A les ciutats s'hi va començar a establir persones desplaçades, buscant protecció física i assistència humanitària. En aquest context, una de les primeres agències humanitàries que va arribar a la Província de Huambo fou el Comitè Internacional de la Creu Roja (1979). El 1984 el conflicte armat es va intensificar i això va fer que les ciutats recollissin més desplaçats. UNITA va minar de manera important les carreteres i les operacions militars més importants que va fer el MPLA foren a les ciutats de les serralades centrals.
El maig de 1991 el MPLA i UNITA van firmar un acord de pau amb la mediació de les Nacions Unides. El setembre de 1992 es van celebrar eleccions generals. UNITA, que considerava la província de Huambo com el seu centre polític no va acceptar els resultats de les eleccions. La ciutat estava sota el control governamental del MPLA, però la tensió progressiva va fer augmentar les accions violentes. A la fi del 1992 totes les agències de les organitzacions no governamentals havien fugit de Huambo i UNITA havia aconseguit el control absolut de la ciutat en el curs de moltes batalles carrer a carrer que havien començat just després del nadal del 1992 i que van arribar al seu clímax a mitjan gener del 1993. Els combats violents a Huambo van durar 55 dies fins que les tropes governamentals es van retirar. La majoria de les altres ciutats de la serralada central també foren ocupades per UNITA a aquesta època. L'agost de 1994 va tornar a esclatar el conflicte armat. El 9 de novembre el govern va tornar a obtenir el control de la ciutat i poc després va controlar la resta de les capitals de la província. Llavors, Jambo, a la Província de Kuando Kubango va passar a ser la capital d'UNITA.
La guerra civil es va acabar oficialment el 20 de novembre de 1994, quan es va signar el Protocol de Lusaka. En gran manera, això va fer que el país tornés cap a la normalitat i va ser rebut per la població de Huambo amb un optimisme moderat. UNITA va tornar a canviar la seva capital a Bailundo, a 50 km al nord de Huambo. Aquest trasllat va provocar preocupació entre els observadors.
El 1995 es va restablir el trànsit lliure de les persones i els béns a la Província. A final d'any, les forces de pau de les Nacions Unides (UNAVEM III) també s'havien desplegat a Huambo, seguint les disposicions del protocol de pau de Lusaka. El 1996 i el 1997 van ser anys de millora relativa de les condicions de vida de la població civil de Huambo, tot i que el retorn de la població fou moderat i la ciutat no va recuperar el seu vigor comercial del passat.
Després que el Consell de Seguretat de les Nacions Unides forcés sancions contra UNITA (29 d'octubre de 1997) a causa de les demores en la implementació del protocol de Lusaka i la seva reticència a desmilitaritzar-se, la inseguretat a Huambo va tornar a augmentar de manera gradual, sobretot durant la segona meitat del 1998. A principi de desembre, el govern angoleny va llançar una ofensiva destinada a prendre els últims bastions que dominava UNITA a Huambo i a Kuito. Aquest nou brot de la guerra aviat es va estendre a altres regions del país. Altra vegada, el país va patir grans desplaçaments de població a les zones rurals de Huambo, Kuito i Caala. A fora aquestes ciutats s'hi va instal·lar grans camps de desplaçats i la comunitat humanitària es va veure obligada a retirar-se de les zones controlades per UNITA i es van concentrar a Huambo, Caala i després a Ukuma.
La seguretat era molt volàtil. Com que Huambo i les principals poblacions de la Meseta estaven bombardejades des de Bailundo i altres posicions que continuaven en mans d'UNITA. Dos avions Hercules C-130 que evacuaven les restes de la missió UNAVEM III a Huambo foren derrocats per l'exèrcit d'UNITa el 26 de desembre de 1998 i el 2 de gener de 1999.
L'octubre de 1999 el govern va tornar a prendre la ciutat de Bailundo. A la fi d'aquest any, el govern ja dominava ciutats com Londuimbali, Vila Nova i totes les capçaleres municipals. En aquest període de la guerra convencional va acabar a la província i va començar la guerra de guerrilles, ja que UNITA seguia controlant la major part de les zones rurals i seguia colpejant les instal·lacions militars o policials governamental, així com a comunitats civils.
La població civil de Huambo i Caala es va tornar a desplaçar. A principi de 2000 hi havia més de 25.000 persones desplaçades al poble de Caala i més de 40.000 a la ciutat de Huambo. Com que UNITA va patir més sancions internacionals, les seves accions militars a Huambo foren més freqüents i van arribar a un punt culminant violent a final d'aquest any.
A l'octubre de 2001 el govern va llançar una nova ofensiva contra UNITA des del nord i el sud de la Província de manera intensa. Feu les operações de limpeça, en les que es van eliminar de manera literal grans zones rurals i molta de la població rural es va veure obligada a viure en zones urbanes. Aquesta estratègia volia privar a la guerrilla del suport que encara trobava en els pobles que abans havien controlat a les zones muntanyoses i volia fer que no es pogués viure en l'hàbitat natural d'UNITA. A curt termini, això va donar lloc a una nova pressió sobre els recursos disponibles a les zones segures de la província i va causar molts problemes entre la població civil. Aquest punt representa el punt culminant de les penúries que va patir la població civil de la província de Huambo durant la guerra civil.

#### Després de la Guerra Civil
El febrer de 2002, amb la mort de Jonas Savimbi i la signatura del nou alto el foc va fer que la ciutat tornés a la tranquil·litat i que pogués tornar a tenir condicions per al seu desenvolupament.